# Moreilândia
Moreilândia is een gemeente in de Braziliaanse deelstaat Pernambuco. De gemeente telt 10.584 inwoners (schatting 2009).